# Melvindale
Melvindale ist eine Stadt im Wayne County von Michigan in den Vereinigten Staaten. Melvindale ist ein Vorort von Detroit und Teil der Metro Detroit. Laut dem United States Census Bureau hat die Stadt eine Gesamtfläche von 7,1 km² mit 12.851 Einwohnern im Jahr 2020.

## Geschichte
Melvindale entstand in den frühen 1920er Jahren als gemeindefreie Siedlung Oakwood Heights im nordwestlichen Teil der Gemeinde Ecorse, die als Wohngebiet für die Arbeiter des nahe gelegenen Ford-Werks River Rouge in Dearborn gedacht war. Die Stadt wurde nach einem der ursprünglichen Entwickler der Siedlung, Melvin Wilkinson, benannt. Der östliche Teil von Oakwood Heights wurde 1922 von der Stadt Detroit annektiert, und der Rest wurde im selben Jahr als Dorf Melvindale eine eigene Gemeinde. Im Jahr 1933 wurde das Dorf zu einer Stadt erhoben.

## Demografie
Nach einer Volkszählung von 2020 leben in Melvindale 12.851 Menschen. Die Bevölkerung teilt sich 2019 auf in 68,2 % Weiße, 16,2 % Afroamerikaner, 0,2 % amerikanische Ureinwohner, 1,6 % Asiaten und 5,3 % mit zwei oder mehr Ethnizitäten. Hispanics und Latinos aller Ethnien machten 23,8 % der Bevölkerung aus. Das mittlere Haushaltseinkommen lag bei 41.629 US-Dollar und die Armutsquote bei 23,6 %.